# Svatá Dobrotivá
Svatá Dobrotivá este o arie protejată (arie specială de conservare — SAC, sit de importanță comunitară — SCI) din Republica Cehă întinsă pe o suprafață de 0,44 ha, integral pe uscat.

## Localizare
Centrul sitului Svatá Dobrotivá este situat la coordonatele 49°45′54″N 13°50′29″E / 49.765°N 13.841389°E.

## Înființare
Situl Svatá Dobrotivá a fost declarat sit de importanță comunitară în aprilie 2005 pentru a proteja 1 specie de animale. Situl a fost protejat și ca arie specială de conservare în august 2016.

## Biodiversitate
Situată în ecoregiunea continentală, aria protejată nu include niciun habitat protejat.
La baza desemnării sitului se află o specie protejată de  mamifere: liliac comun (Myotis myotis).